# Passenger
För artisten, se Passenger (sångare).
Passenger var ett svenskt alternativ metal/nu metal från Göteborg aktivt från 1995 till 2004. Sångaren Anders Fridén är även sångare i In Flames. Håkan Skoger spelade tidigare basgitarr i Headplate. 2003 släppte bandet sin första och enda skiva Passenger. Musiken är en form av melodisk, kontemplativ rock/metal med ambient-inslag såsom samplade sequencers och keyboards.

## Medlemmar
- Anders Fridén – sång
- Niclas Engelin – gitarr
- Patrik J. Sten – trummor
- Håkan Skoger – basgitarr

## Diskografi
Studioalbum
- Passenger (2003)

Singlar
- "In Reverse" (2003)